# スティーヴン・キッツォフ
スティーヴン・キッツォフ（Steven Kitshoff、1992年2月10日 - ）は、元ラグビーユニオン選手。

## 略歴
2011年から2017年にかけて、ウェスタン・プロヴィンス、ストーマーズ、ボルドーで活動。 
2016年5月28日、南アフリカ共和国代表として、アイルランドとのテストマッチに出場し、国代表の初キャップを得た。 
2017年、ストーマーズに復帰。 
ワールドカップ2019（日本大会）、ワールドカップ2023（フランス大会）に出場。バーバリアンズに2回選出され、2018年12月アルゼンチンXV戦と、2021年11月サモア戦に出場した。
2020年からウェスタン・プロヴィンス、2023年からアルスター・ラグビーに移った。
2024年、ストーマーズに復帰した。
2024年9月、カリーカップのグリクアス戦で首を負傷。手術を受けリハビリを行っていたが、再発の恐れが高いことから、2025年2月25日に33歳で現役を引退することが明らかになった。